# Canton de Saint-Laurent-de-Neste
Le canton de Saint-Laurent-de-Neste est un ancien canton français situé dans le département des Hautes-Pyrénées.

## Géographie
Le canton s'étendait de la confluence entre la Garonne et la Neste d'Aure jusqu'au pic de Mont-Aspet, de 415  à   1 853 m d'altitude. 

### Cantons limitrophes
| Lannemezan         |                                  | Montréjeau (Haute-Garonne) |
| La Barthe-de-Neste | Canton de Saint-Laurent-de-Neste | Barbazan (Haute-Garonne)   |
| Arreau             |                                  | Mauléon-Barousse           |

## Composition
Le canton rassemblait les 18 communes suivantes :
| Nom                                | Code Insee | Intercommunalité  | Superficie (km2) | Population (dernière pop. légale) | Densité (hab./km2) |
| ---------------------------------- | ---------- | ----------------- | ---------------- | --------------------------------- | ------------------ |
| Saint-Laurent-de-Neste (chef-lieu) | 65389      | CC Neste Barousse | 10,41            | 925 (2014)                        | 89                 |
| Anères                             | 65009      | CC Neste Barousse | 2,66             | 189 (2014)                        | 71                 |
| Aventignan                         | 65051      | CC Neste Barousse | 5,22             | 201 (2014)                        | 39                 |
| Bize                               | 65093      | CC Neste Barousse | 12,96            | 215 (2014)                        | 17                 |
| Bizous                             | 65094      | CC Neste Barousse | 3,18             | 102 (2014)                        | 32                 |
| Cantaous                           | 65482      | CC Neste Barousse | 5,68             | 440 (2014)                        | 77                 |
| Générest                           | 65194      | CC Neste Barousse | 11,83            | 98 (2014)                         | 8,3                |
| Hautaget                           | 65217      | CC Neste Barousse | 1,35             | 54 (2014)                         | 40                 |
| Lombrès                            | 65277      | CC Neste Barousse | 1,42             | 98 (2014)                         | 69                 |
| Mazères-de-Neste                   | 65307      | CC Neste Barousse | 3,36             | 323 (2014)                        | 96                 |
| Montégut                           | 65319      | CC Neste Barousse | 6,94             | 133 (2014)                        | 19                 |
| Montsérié                          | 65323      | CC Neste Barousse | 2,25             | 61 (2014)                         | 27                 |
| Nestier                            | 65327      | CC Neste Barousse | 4,94             | 160 (2014)                        | 32                 |
| Nistos                             | 65329      | CC Neste Barousse | 32,59            | 232 (2014)                        | 7,1                |
| Saint-Paul                         | 65394      | CC Neste Barousse | 6,85             | 315 (2014)                        | 46                 |
| Seich                              | 65416      | CC Neste Barousse | 7,17             | 85 (2014)                         | 12                 |
| Tibiran-Jaunac                     | 65444      | CC Neste Barousse | 6,38             | 295 (2014)                        | 46                 |
| Tuzaguet                           | 65455      | CC Neste Barousse | 7,72             | 456 (2014)                        | 59                 |

## Histoire
Par décret du 2 avril 1870, le chef-lieu du canton de Nestier est transféré à Saint-Laurent-de-Neste (source : Les conseillers généraux des Hautes-Pyrénées 1800-2007, dictionnaire biographique, éditions Archives des Hautes-Pyrénées).

## Administration

### Conseillers d'arrondissement (de 1833 à 1940)
| Période                                  | Période          | Identité                    | Étiquette   | Qualité |
| ---------------------------------------- | ---------------- | --------------------------- | ----------- | --- |
| 1833                                     | 1839             | Guillaume Barrère           |             | Juge de paix, propriétaire à Tuzaguet                                                                       |
| 1839                                     | 1848             | François Reulet (1805-1874) |             | Notaire à Saint-Laurent-de-Neste                                                                            |
|                                          |                  |                             |             | |
|                                          | 1894 (démission) | Jean-Marie Barrère          | Républicain | Vétérinaire, maire de Montégut                                                                              |
|                                          |                  |                             |             | |
| 1922                                     |                  | M. Barrère                  |             | |
|                                          | 1940             | Jean-Marie Latour           | Radical     | Maire de Saint-Laurent-de-Neste                                                                             |
| 1940                                     |                  |                             |             | Les conseils d'arrondissement ont été suspendus par la loi du 12 octobre 1940 et n'ont jamais été réactivés |
| Les données manquantes sont à compléter. |                  |                             |             | |

### Conseillers généraux de 1833 à 2015
| Période | Période           | Identité                             | Étiquette                 | Qualité |
| ------- | ----------------- | ------------------------------------ | ------------------------- | --- |
| 1833    | 1839              | Jean-Baptiste Pointis-Rieucla        | Libéral                   | Cultivateur, maire de Saint-Paul-de-Neste |
| 1839    | 1847 (décès)      | Guillaume Barrère                    | Conservateur              | Avocat, juge de paix à Nestier Maire de Tuzaguet, conseiller d'arrondissement |
| 1847    | 1848              | Pierre Barrère (fils du précédent)   | Conservateur              | Avocat, Tuzaguet |
| 1848    | 1870              | Aventin Reulet                       |                           | Avocat, juge de paix à Nestier puis à Saint-Laurent-de-Neste |
| 1870    | 1871 (décès)      | Bertrand Raoul                       | Républicain               | Notaire, Aventignan |
| 1871    | 1874              | Firmin Ricaud                        |                           | Instituteur et maître de pension à Saint-Laurent-de-Neste |
| 1874    | 1875 (décès)      | Aristide Raoul (fils de B.Raoul)     | Républicain               | Propriétaire à Aventignan |
| 1875    | 1882 (démission)  | Alphonse Raoul (fils de B.Raoul)     | Républicain               | Notaire à Aventignan |
| 1882    | 1885 (démission)  | Delphin Duffo                        | Républicain modéré        | Notaire à Tuzaguet |
| 1885    | 1886              | Jean-Baptiste Cazaubon               | Républicain               | Docteur en médecine à Saint-Laurent-de-Neste puis à Lortet |
| 1886    | 1894 (annulation) | Lucien Lozès                         | Républicain               | Propriétaire du château de Barsous, à Tibiran-Jaunac Ingénieur |
| 1894    | 1910              | Hector Vicomte de Galard de Saldebru | Action libérale populaire | Ancien secrétaire d'ambassade, rentier, propriétaire en Vallée d'Aure et Vallée de Neste |
| 1910    | 1930 (décès)      | Jean-Marie Barrère                   | Rad.                      | Vétérinaire Maire de Montégut (1893-1930), ancien conseiller d'arrondissement |
| 1930    | 1934 (décès)      | Alfred Pointis                       | Rad.                      | Militaire en retraite Maire de Bize (1912-1924) |
| 1934    | 1940              | Auguste Refouil                      | Rad.                      | Notaire Maire de Nestier (1925-1944) Nommé conseiller départemental en 1943 |
|         |                   |                                      |                           | |
| 1945    | 1952              | Gaston Maupomé                       | Rad.                      | Commissaire de police Maire de Nistos (1945-1951) |
| 1953    | 1967              | Louis Noguès                         | Rad.                      | Agriculteur Maire de Seich |
| 1967    | 1968 (décès)      | Jean Médevielle                      | FGDS                      | Médecin Maire de Saint-Laurent-de-Neste |
| 1968    | 1973              | Anne-Marie Médevielle                | FGDS                      | Médecin psychiatre Conseillère municipale de Saint-Laurent-de-Neste |
| 1973    | 1985              | André Cambours                       | DVG puis PS               | Professeur Maire de Saint-Laurent-de-Neste (1968-1977) |
| 1985    | 2015              | Josette Durrieu                      | PS                        | Professeur Présidente du Conseil Général (2008-2011) Sénatrice (1992-2017) Conseillère municipale de Saint-Laurent-de-Neste Présidente de la Communauté de Communes de Saint-Laurent-de-Neste |

sources : Les conseillers généraux des Hautes-Pyrénées 1800-2007, dictionnaire biographique, Archives départementales de Tarbes